# تاكاشي ياماشيتا
تاكاشي ياماشيتا هو مدع ومحامي وسياسي ياباني، ولد في 8 سبتمبر 1965 في أوكاياما في اليابان. نشط حزبياً في الحزب الليبرالي الديمقراطي الياباني. في الانتخابات العامة اليابانية 2017، انتخب عضو مجلس النواب الياباني ‏ عن دائرة Okayama 2nd district ‏ وقد انضم خلال فترته النيابية ‏ (22 أكتوبر 2017 – ) للكتلة البرلمانية الحزب الليبرالي الديمقراطي الياباني.

## وصلات خارجية
- الموقع الرسمي